# 残島村
残島村（のこのしまむら）は、福岡県早良郡にあった村。福岡市へ編入され、現在は西区の一部となっている。能古村（のこむら）と記す資料もある。

## 歴史
- 1889年4月1日 - 町村制施行により一村単独村政で早良郡残島村が発足。
- 1941年10月15日 - 糸島郡今宿村、早良郡壱岐村とともに福岡市へ編入。同市大字能古となる。